# گرین هاربور (ماساچوست)
گرین هاربور (به انگلیسی: Green Harbor) یک منطقهٔ مسکونی در ایالات متحده آمریکا است که در شهرستان پلیموث، ماساچوست واقع شده‌است. گرین هاربور ۵٫۰ کیلومتر مربع مساحت و ۲٬۶۰۹ نفر جمعیت دارد.